# Tvoj sovremennik
Tvoj sovremennik (russisk: Твой современник) er en sovjetisk spillefilm fra 1967 af Julij Rajzman.

## Medvirkende
- Igor Vladimirov som Vasilij Gubanov
- Nikolaj Plotnikov som Nitotjkin
- Antonina Maksimova som Jelisaveta Kondratjeva
- Nina Guljaeva som Sojka
- Tatjana Nadezjdina som Katja